# Ypthima sakra
Ypthima sakra är en fjärilsart som beskrevs av Moore 1857. Ypthima sakra ingår i släktet Ypthima och familjen praktfjärilar. Inga underarter finns listade i Catalogue of Life.

## Bildgalleri

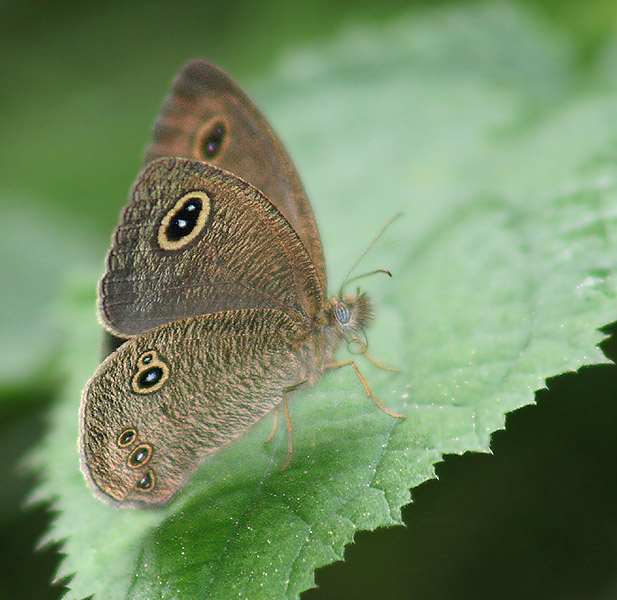
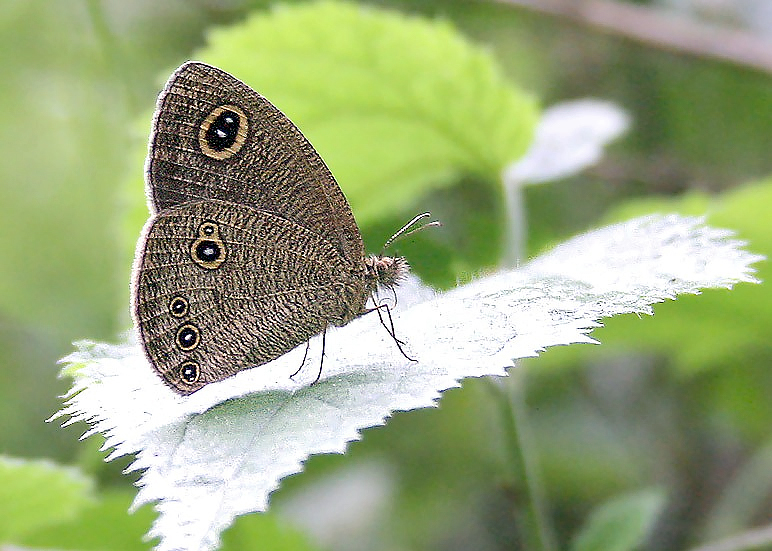
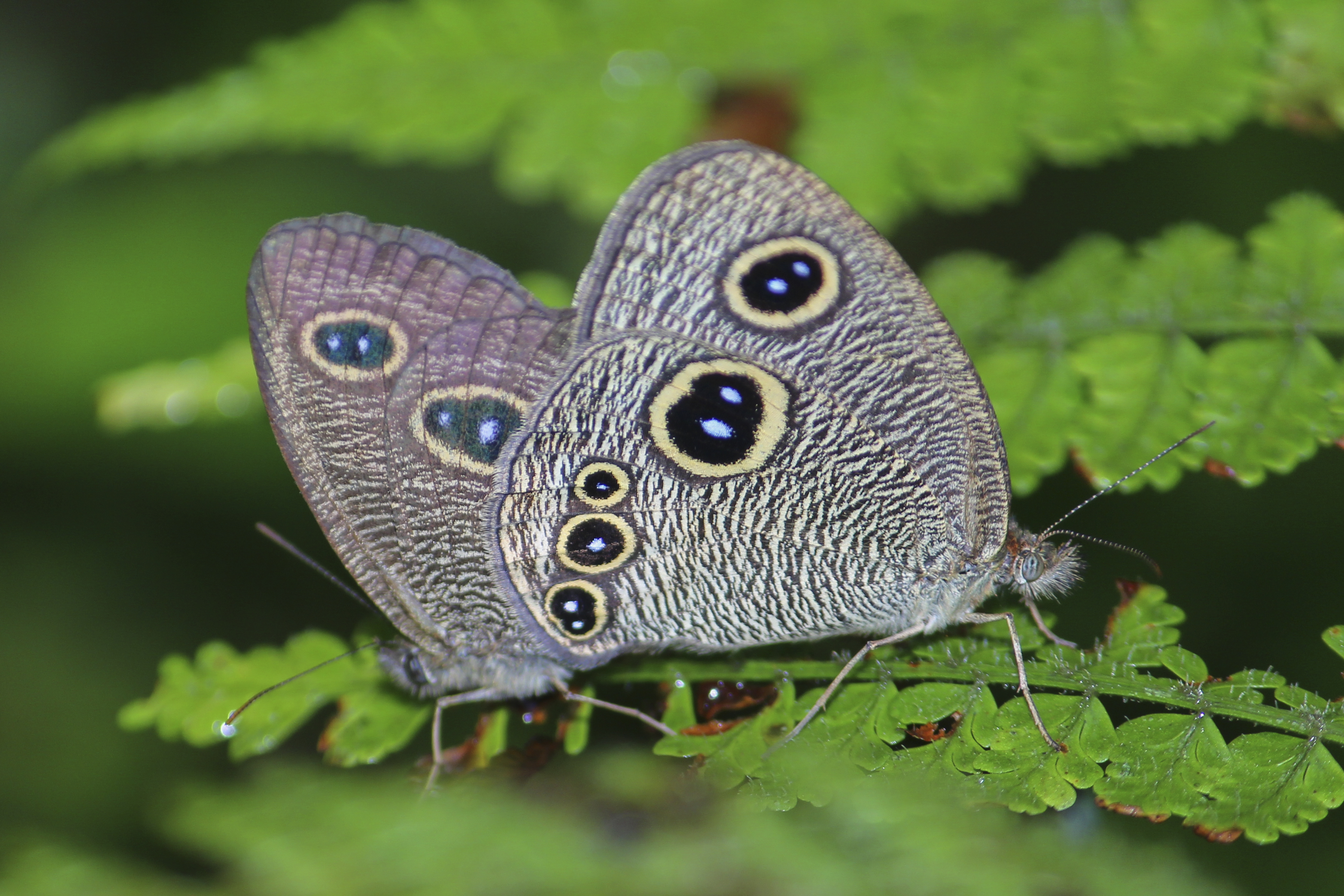